# 阿部猛
阿部 猛（あべ たけし、1928年8月15日 - 2016年5月27日 ）は、日本の歴史学者。東京学芸大学名誉教授・元学長。

## 経歴
山形県生まれ。1951年東京文理科大学史学科卒業。1966年「律令国家経済の解体過程に関する研究」で東京教育大学より文学博士の学位を授与される。北海道学芸大学講師、助教授、北海道教育大学助教授、東京学芸大学教授、1979～1985年同学長、1992年定年退官、名誉教授、帝京大学教授、1999年退職。
平安時代史が専門だが、近代まではばひろく執筆活動を行った。また、1989年には父親の阿部萬蔵との共編による『枕詞辞典』を出版した。
2003年11月瑞宝中綬章受章。

## 著書
- 『日本荘園成立史の研究』雄山閣　1960
- 『中世日本荘園史の研究』新生社　1966
- 『律令国家解体過程の研究』新生社　1966
- 『尾張国解文の研究』大原新生社　1971
- 『日本荘園史』大原新生社　1972
- 『歴史と歴史教育』大原新生社　1973
- 『平安前期政治史の研究』大原新生社　1974
- 『摂関政治』教育社歴史新書 1977
- 『菅原道真 九世紀の政治と社会』教育社歴史新書 1979
- 『近代詩の敗北 詩人の戦争責任』大原新生社　1980
- 『中世日本社会史の研究』大原新生社　1980
- 『平安貴族の実像』東京堂出版　教養の日本史 1993
- 『鎌倉武士の世界』東京堂出版 教養の日本史 1994
- 『万葉びとの生活』東京堂出版 教養の日本史 1995
- 『歴史の見方考え方』東京堂出版 教養の日本史 1996
- 『下剋上の社会』東京堂出版 教養の日本史 1998
- 『太平洋戦争と歴史学』吉川弘文館　歴史文化ライブラリー 1999
- 『近代日本の戦争と詩人』同成社近現代史叢書　 2005
- 『日本荘園史の研究』同成社中世史選書  2005
- 『数の日本史事典』同成社　2006
- 『盗賊の日本史』同成社　2006
- 『度量衡の事典』同成社　2006
- 『起源の日本史 近現代篇』同成社　2007
- 『起源の日本史 前近代篇』同成社　2008
- 『雑学ことばの日本史』同成社　2009
- 『平安貴族社会』同成社古代史選書 2009
- 『研究入門日本の荘園』東京堂出版　2011
- 『中世社会史への道標』同成社中世史選書 2011

## 共編著
- 『播磨国鵤荘資料』太田順三共編　八木書店　1970
- 西村圭子（共編）『戦国人名事典』新人物往来社、1987年3月10日。ISBN 4-404-01412-0。
- 『枕詞辞典』阿部万蔵共編　高科書店　1989
- 『人物でたどる日本荘園史』佐藤和彦共編　東京堂出版　1990
- 『日本古代官職辞典』編　高科書店　1995
- 『北山抄注解 巻十・吏途指南』編　東京堂出版　1996
- 『荘園史用語辞典』編　東京堂出版　1997
- 『日本社会における王権と封建』編　東京堂出版　1997
- 『日本荘園大辞典』佐藤和彦共編　東京堂出版　1997
- 『年齢の事典 その時何歳?』編　東京堂出版　1999
- 『日本文化史ハンドブック』西垣晴次共編　東京堂出版　2002
- 『平安時代儀式年中行事事典』義江明子,相曽貴志共編　東京堂出版　2003
- 『古文書古記録語辞典』編著　東京堂出版　2005
- 『日本古代史事典』編　朝倉書店　2005
- 『詳細・政事要略索引』編　同成社　2007
- 『中世の支配と民衆』編　2007　同成社中世史選書
- 『日本史年表・年号ハンドブック』編　同成社　2008
- 『日本中世史事典』佐藤和彦共編　朝倉書店　2008
- 『明治期日本の光と影』田村貞雄共編　同成社　2008
- 『日本古代人名辞典』編著　東京堂出版　2009
- 『中世政治史の研究』編　日本史史料研究会企画部 日本史史料研究会論文集 2010
- 『日本史日めくり年表』編　同成社　2012
- 『北山抄注解 卷一 年中要抄上』藤原公任　東京堂出版　2012